# Тигорєв Ян Олександрович
Ян Олександрович Тигорєв (біл. Ян Аляксандравіч Цігараў, рос. Ян Александрович Тигорев, нар. 10 березня 1984, Уссурійськ) — білоруський футболіст, захисник клубу «Динамо» (Мінськ).
Насамперед відомий виступами за клуби «Динамо» (Мінськ) та «Металург» (Запоріжжя), а також національну збірну Білорусі.

## Клубна кар'єра
У дорослому футболі дебютував 2002 року виступами за «Динамо» (Мінськ), в якому провів п'ять сезонів, взявши участь у 117 матчах чемпіонату.  Більшість часу, проведеного у складі мінського «Динамо», був основним гравцем захисту команди. За цей час виборов титул чемпіона Білорусі та став володарем Кубка Білорусі.

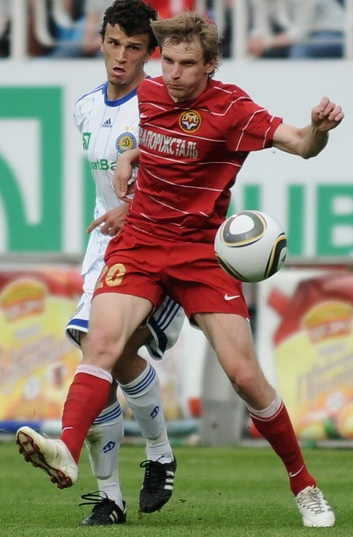
Ян Тигорєв під час виступів за «Металург». 9 травня 2010 року.

Своєю грою за цю команду привернув увагу представників тренерського штабу «Металурга» (Запоріжжя), до складу якого приєднався на початку 2007 року. Відіграв за запорізьку команду наступні чотири з половиною сезони своєї ігрової кар'єри. Граючи у складі запорізького «Металурга» також здебільшого виходив на поле в основному складі команди.
З 3 березня по 29 грудня 2011 року захищав кольори «Томі».
До складу клубу «Локомотив» (Москва) приєднався 29 грудня 2011 року, підписавши контракт на три з половиною роки. Тигорєв рідко потрапляв у склад через конкуренцію з Дмитром Тарасовим тому, що вважався легіонером, через це контракт з ним вирішили не продовжувати і влітку 2015 року він став вільним агентом.
22 липня 2015 року підписав контракт з рідним мінським «Динамо», проте сезон 2015 склався для півзахисника невдало і через травми Ян рідко виходив на поле. Наразі встиг відіграти за мінських «динамівців» 3 матчі в національному чемпіонаті.

## Виступи за збірну
Протягом 2004–2006 років залучався до складу молодіжної збірної Білорусі. На молодіжному рівні зіграв у 16 офіційних матчах.
12 листопада 2005 року дебютував в офіційних матчах у складі національної збірної Білорусі в товариській грі проти збірної Латвії, яка завершилася перемогою білорусів з рахунком 3-1. 
Наразі провів у формі головної команди країни 35 матчів, забивши 1 гол.

## Титули і досягнення
- Володар Кубка Білорусі (1):

«Динамо» (Мінськ):  2003
- Чемпіон Білорусі (1):

«Динамо» (Мінськ):  2004
- Володар Кубка Росії (1):

«Локомотив» (Москва):  2015